# U-5 (1935)
| U-5                        | U-5                                                | U-5                                                |
| -------------------------- | -------------------------------------------------- | -------------------------------------------------- |
|                            |                                                    |                                                    |
|                            |                                                    |                                                    |
|                            |                                                    |                                                    |
| Під прапором               | Третій Рейх                                        | Третій Рейх                                        |
| Порт приписки              | Нойштат, Кіль                                      | Нойштат, Кіль                                      |
| Спуск на воду              | 11 лютого 1935                                     | 11 лютого 1935                                     |
| Виведений зі складу флоту  | 1943                                               | 1943                                               |
| Сучасний статус            | затонула                                           | затонула                                           |
| Проєкт                     |                                                    |                                                    |
| Тип ПЧ                     | Малий ДПЧ                                          | Малий ДПЧ                                          |
| Основні характеристики     |                                                    |                                                    |
| Швидкість (надводна)       | 13 вузлів                                          | 13 вузлів                                          |
| Швидкість (підводна)       | 6,9 вузла                                          | 6,9 вузла                                          |
| Гранична глибина занурення | 150 м                                              | 150 м                                              |
| Екіпаж                     | 26 осіб                                            | 26 осіб                                            |
| Розміри                    |                                                    |                                                    |
| Довжина найбільша (по КВЛ) | 40,9 м                                             | 40,9 м                                             |
| Ширина корпусу найб.       | 4,08 м                                             | 4,08 м                                             |
| Висота                     | 8,6 м                                              | 8,6 м                                              |
| Середня осадка (по КВЛ)    | 3,83 м                                             | 3,83 м                                             |
| Водотоннажність надводна   | 254 т                                              | 254 т                                              |
| Озброєння                  |                                                    |                                                    |
| Артилерія                  | 1 × 2 cm/65 C/30 (1000 снарядів)                   | 1 × 2 cm/65 C/30 (1000 снарядів)                   |
| Торпедно- мінне озброєння  | 3 TA 5 торпед або 18 мін (за іншими даними ТМА 12) | 3 TA 5 торпед або 18 мін (за іншими даними ТМА 12) |

U-5 — німецький підводний човен типу II-A часів Другої світової війни. Зробив два бойових походи.
Введений в стрій 31 серпня 1935 року. Приписаний до навчальної флотилії. З 1 липня 1940 року був приписаний до 21-ї флотилії. Використовувався в навчальних цілях, зробив 2 бойових походи, результатів не добився. Затонув 19 березня 1943 року на захід від Піллау через аварію при зануренні. 21 людина загинула, 5 осіб врятовано.

## Командири човна
- Капітан-лейтенант Рольф Дау (31 серпня 1935 — 27 вересня 1936)
- Капітан-лейтенант Гергард Глаттес (1 жовтня 1936 — 2 лютого 1938)
- Капітан-лейтенант Гюнтер Кучманн (3 лютого 1938 — 4 грудня 1939)
- Капітан-лейтенант Генріх Леманн-Вілленброк (5 грудня 1939 — 11 серпня 1940)
- Оберлейтенант-цур-зее Герберт Опіц (12 серпня 1940 — 27 березня 1941)
- Оберлейтенант-цур-зее Фрідріх Боте (28 березня 1941 — 6 січня 1942)
- Оберлейтенант-цур-зее Карл Фрідріх (7 січня — 23 березня 1942)
- Оберлейтенант-цур-зее Ганс-Дітер Мос (26 березня — травень 1942)
- Оберлейтенант-цур-зее Курт Прессель (травень — 9 листопада 1942)
- Оберлейтенант-цур-зее Герман Ран (10 листопада 1942 — 19 березня 1943)
- Лейтенант-цур-зее Альфред Радермахер (березень 1943)